# Helmut Rahn
Helmut Rahn, cunoscut ca Der Boss (șeful), (n. 16 august 1929, Essen, Republica de la Weimar – d. 14 august 2003, Essen, Germania) a fost un fotbalist german. A devenit legendă deoarece a marcat golul victoriei în finala Campionatului Mondial de Fotbal din 1954 (Germania de Vest 3-2 Ungaria).

## Palmares
- 1953 Câștigător al Cupei Germaniei
- 1954 Câștigător al Campionatului Mondial de Fotbal
- 1955 campion al Germaniei
- 1964 1. Bundesliga Locul doi

## Cărți
- Helmut Rahn: Mein Hobby: Tore schießen. 1959, ISBN 3-421-05836-9